# Толедский собор
О синодах см. Толедские соборы
Кафедральный собор Святой Марии (исп. Catedral Primada Santa María de Toledo) — католический собор в Толедо, кафедра примаса Испании, главный собор страны. Памятник архитектуры, характерный пример испанской готики. Собор Святой Марии — часть исторического центра города Толедо, в 1986 году включённом в список объектов Всемирного наследия ЮНЕСКО. Вне служб собор работает как музей.
Собор построен в готическом стиле на месте вестготской церкви, построенной в V—VI веках, а после завоевания маврами Пиренейского полуострова превращённой в мечеть. После отвоевания Толедо христианами в XIII—XV веках шло строительство современного здания собора, он до сих пор является одним из крупнейших в Испании: длина собора — 120 м, ширина — 60 м, высота — 44 м.
В соборе хранится множество шедевров — от картин Эль Греко, Караваджо, Тициана и других знаменитых художников до выдающихся образцов средневекового ювелирного искусства.

## История

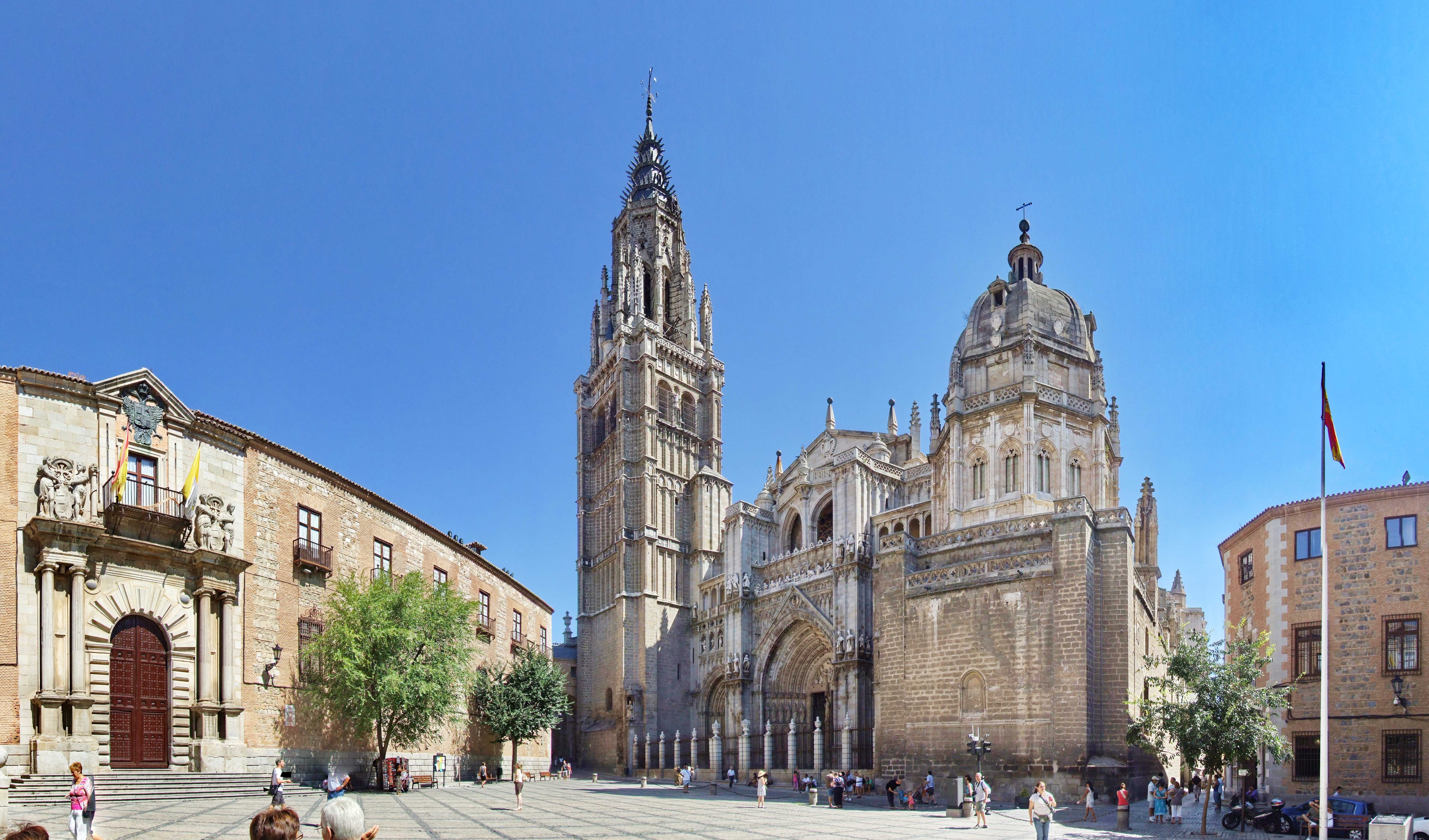
Главный фасад собора и соседний с ним дворец архиепископов

Согласно традиции на месте современного толедского храма существовала христианская церковь, восходящая к первому епископу Толедо Евгению, о котором не сохранилось никаких исторических сведений. Достоверно известно, что эта церковь уже существовала в 587 году, когда она была переосвящена после перехода вестготского короля Реккареда I из арианства в никейское христианство. Этому событию посвящена надпись XVI века, сохранившаяся в клуатре собора.
С этого момента Толедо стал центром епископской кафедры и религиозным центром вестготского королевства. Службы в соборе Толедо проходили по мосарабскому обряду, основному литургическому обряду вестготской Испании. 18 состоявшихся здесь церковных соборов, вошедших в историю как Толедские соборы, подтвердили религиозное значение города.
После мусульманского завоевания города в 711 году собор Толедо был превращён в мечеть, однако арабское вторжение не уничтожило сразу христианскую иерархию, кафедра толедского епископа была перенесена в церковь Санта-Мария-де-Альфизен (не сохранилась).
Толедо был отвоёван у мавров Альфонсо VI, королём Леона и Кастилии, в 1085 году. Одним из условий капитуляции было обещание короля не преследовать мусульман города и сохранить за ними их культовые здания. Естественно, это обещание распространялось и на бывший собор Святой Марии, самую большую мечеть города. После отвоевания Толедо христианами в городе была восстановлена епископская кафедра, первым епископом Толедо стал Бернард де Седирак. Папа Урбан II признал за восстановленной кафедрой статус кафедры примаса Испании. В 1087 году обещание сохранить за мусульманами здание бывшего собора было нарушено, мечеть была переосвящёна как христианский храм, с минимальными изменениями в архитектуре. Вплоть до XIII века здание собора-бывшей мечети оставалось нетронутым.

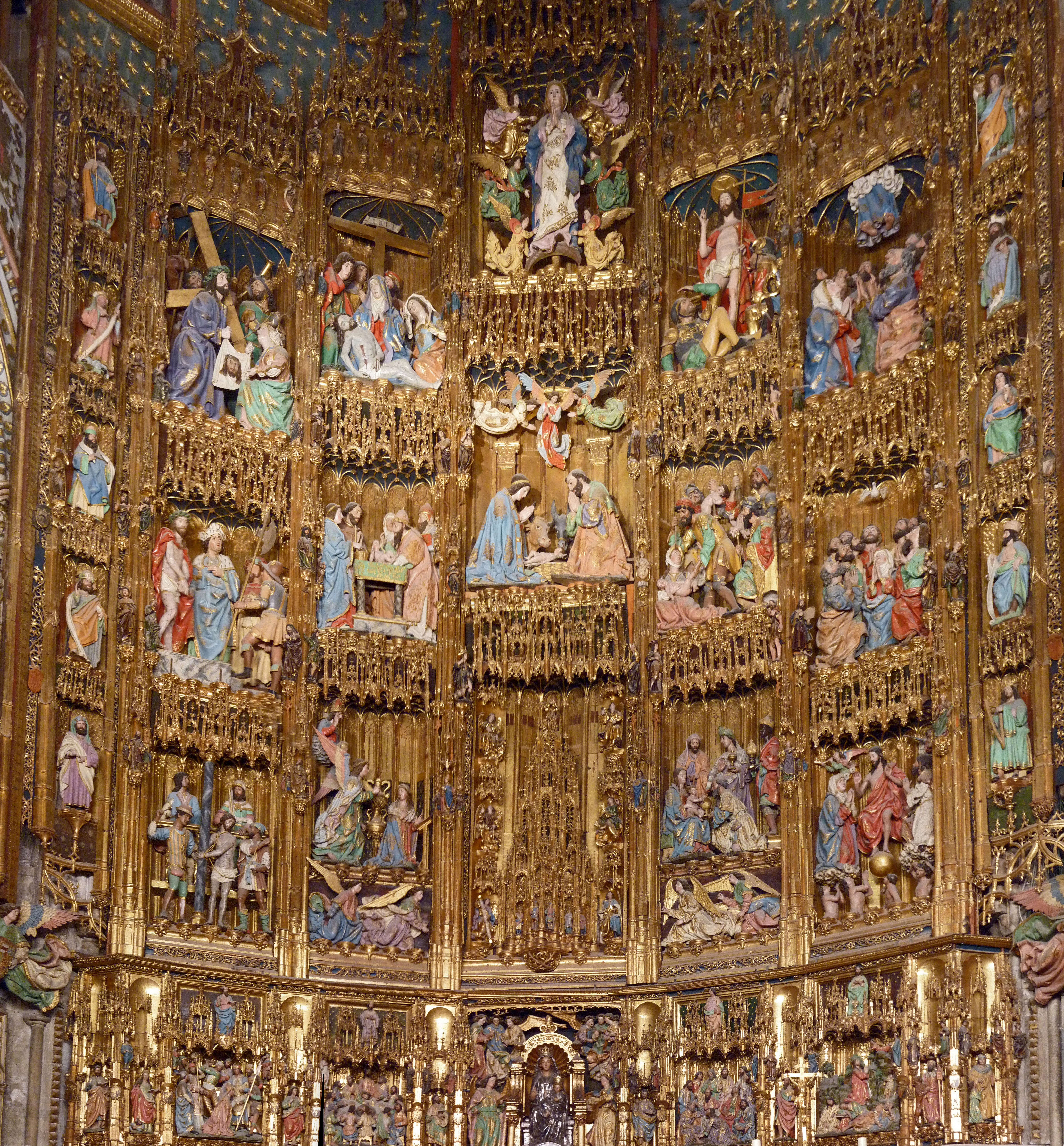
Ретабло Главной капеллы

После победы христиан в битве при Лас-Навас-де-Толоса, имевшей ключевое значение в деле Реконкисты, король Альфонсо VIII решил построить в Толедо новое грандиозное здание собора. Однако, только после его смерти, при короле Фернандо III и толедском архиепископе Хименесе де Рада старое здание было разрушено, в 1226 году началось строительство современного здания собора, продолжавшееся до 1493 года.
Собор был выстроен в готическом стиле с очевидным французским влиянием. Его первым архитектором был Мартин, французского происхождения. Собор насчитывает 5 нефов, образованных 88 колонами и 72 сводами. В XIV веке при архиепископе Педро Тенорио архитектором Родриго Альфонсо к северной стене собора был пристроен клуатр и часовня святого Власия (Сан-Блас), где архиепископ Тенорио был похоронен. В XV веке Альвар Мартинес завершил работы над западным фасадом и башней.
Завершено строительство собора было в 1493 году при архиепископе Педро Гонсалесе де Мендоса, прозванного «великим кардиналом». Дальнейшие изменения в соборе касались только интерьера — в XVI веке собор был украшен целым рядом выдающихся произведений искусства. При кардинале Франсиско Хименесе де Сиснерос, который был сторонником возрождения мосарабского обряда богослужения, была создана мосарабская капелла. Кардинал Хименес де Сиснерос также выступил инициатором создания великолепного ретабло главной капеллы. Кроме того в XVI веке при преемниках Хименеса де Сиснероса на посту архиепископа были созданы капелла Новых Королей, верхняя часть хоров и их ажурные решётки, сокровищница и ризница.

## Архитектура
Собор построен в готическом стиле, однако в его архитектуре присутствует ряд черт мавританской архитектуры. В частности мавританское влияние сказалось в применении подковообразных и многолопастных арок. Собор напоминает мавританскую мечеть своей шириной и близостью к зальному типу.
Длина собора — 120 м, ширина — 60 м, высота — 44 м. Северная башня собора имеет высоту 90 м, на ней установлен колокол Кампанья-Горда, изготовленный в 1753 году и весящий 17 тонн. Планировалось строительство симметричной ей южной башни, но в XVI веке на её месте была построена мосарабская капелла с куполом.
Со временем окружающие строения скрыли истинные размеры собора, кроме того исключительно неровный рельеф исторического Толедо также мешает оценить грандиозные размеры здания. Хорошо открыт для обзора лишь главный (западный) фасад, выходящий на центральную площадь города, куда кроме главного фасада собора выходят также дворец архиепископа и главное здание мэрии.

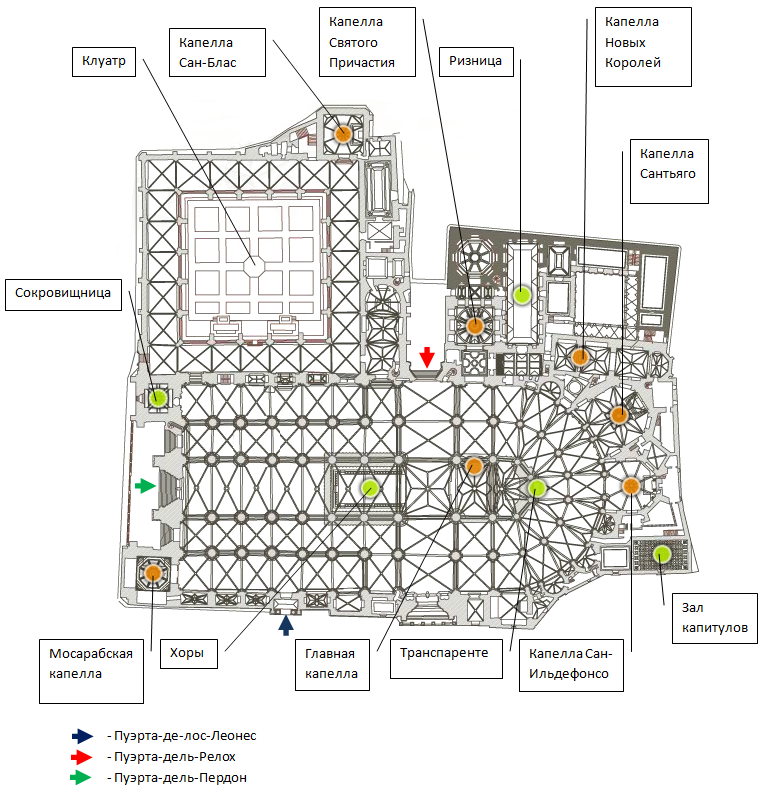

### Порталы и фасады

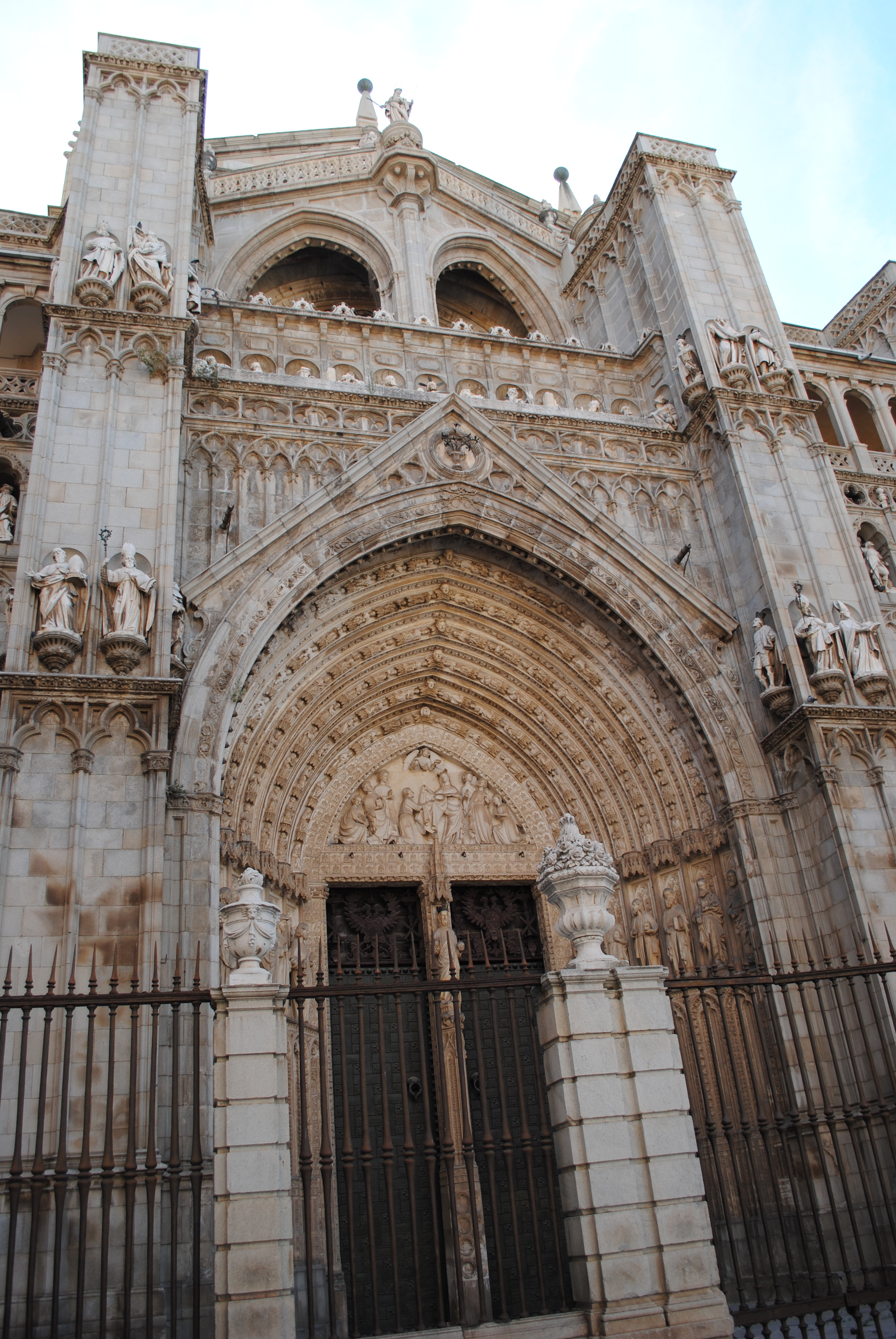
Пуэрта-де-лос-Леонес

Главный фасад собора находится с его западной стороны и выходит на центральную площадь города, имеющую неправильную форму. Кроме главного фасада собора на неё выходят здания архиепископского дворца и мэрии Толедо. Слева от главного фасада расположена колокольня, состоящая из двух частей — нижняя, квадратная в плане построена по проекту Альвара Мартинеса; верхняя, восьмиугольная создана Ханнекином из Брюсселя.
Главный фасад создан в XV веке и незначительно перестроен в XVIII. Он имеет три портала — главный портал, расположенный в центре, носит название «Пуэрта-дель-Пердон» (Ворота прощения). Название связано с некогда существовавшим поверьем, что каждый кающийся, прошедший этими воротами, получает прощение грехов. Два боковых портала этой части фасада называются Ворота Страшного суда (справа) и Ворота Ада (слева).
Ворота прощения созданы одновременно с главным фасадом в XV веке по проекту Альвара Мартинеса. Вход в собор оформлен в виде готической арки с шестью архивольтами. На тимпане ворот изображена сцена вручения Богородицей Своей ризы Святому Ильдефонсу. В настоящее время эти ворота почти всегда закрыты и открываются лишь для особо важных случаев, таких как торжественный вход в собор нового архиепископа. На Воротах страшного суда изображена сцена страшного суда, давшая воротам название, в то время как на Воротах ада нет сюжетных сцен, лишь растительный орнамент. Второе название Ворот ада — Ворота пальм, поскольку раньше через них проходила процессия с пальмовыми листьями в праздник Входа Господня в Иерусалим.

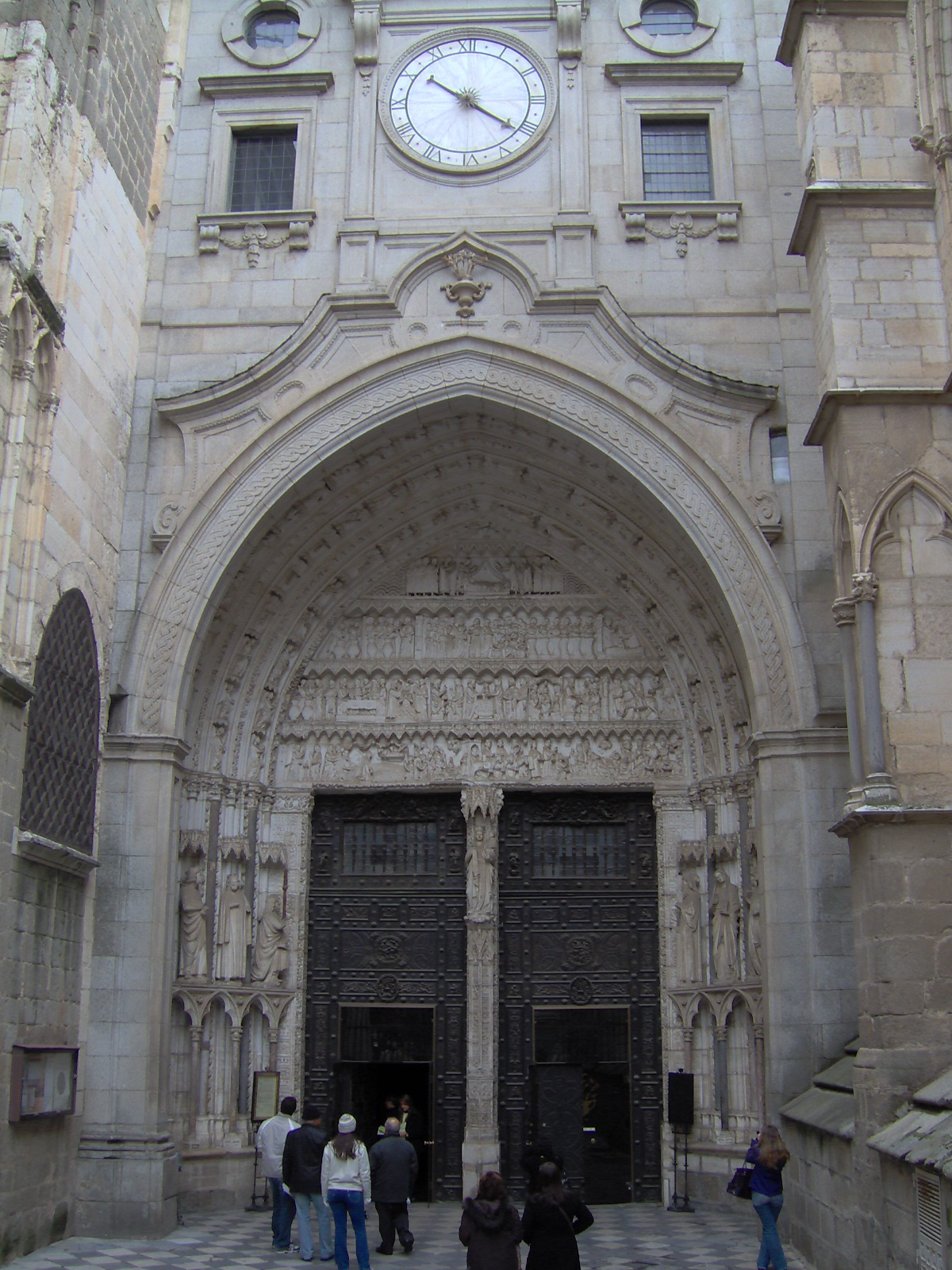
Пуэрта-дель-Релох

«Пуэрта-дель-Релох» (Ворота часов) находятся в северной стене собора. Название им дал часовой механизм над входной аркой. Второе название ворот — ярмарочные, поскольку они находятся в конце улицы, где в старину устраивались ярмарки. Ворота часов — самый старый портал собора, они созданы в начале XV века. Тимпан портала богато окрашен резьбой, он поделён на четыре части, на которых представлены сцены из земной жизни Христа. Сейчас через эти ворота посетители могут бесплатно зайти в собор, где с небольшой площадки можно видеть общий вид интерьера.
«Пуэрта-де-лос-Леонес» (Ворота Львов) — южный вход в собор. Ворота Львов — самые новые из больших порталов собора, они созданы в 1460—1466 годах. Названы в честь львов, венчающих колонны перед входом. В настоящее время — это основной вход в собор, через них в собор входят туристы по билетам и верующие во время богослужений.
Кроме главных порталов собор имеет ещё три небольших. «Пуэрта-Льяна» (Плоские ворота) названы так, потому что это единственный портал, вход которого расположен на уровне земли и не имеет ступеней. Ещё два портала — Санта-Каталина и Введения ведут не в собор, а в клуатр, примыкающий к собору с севера.

### Главная капелла

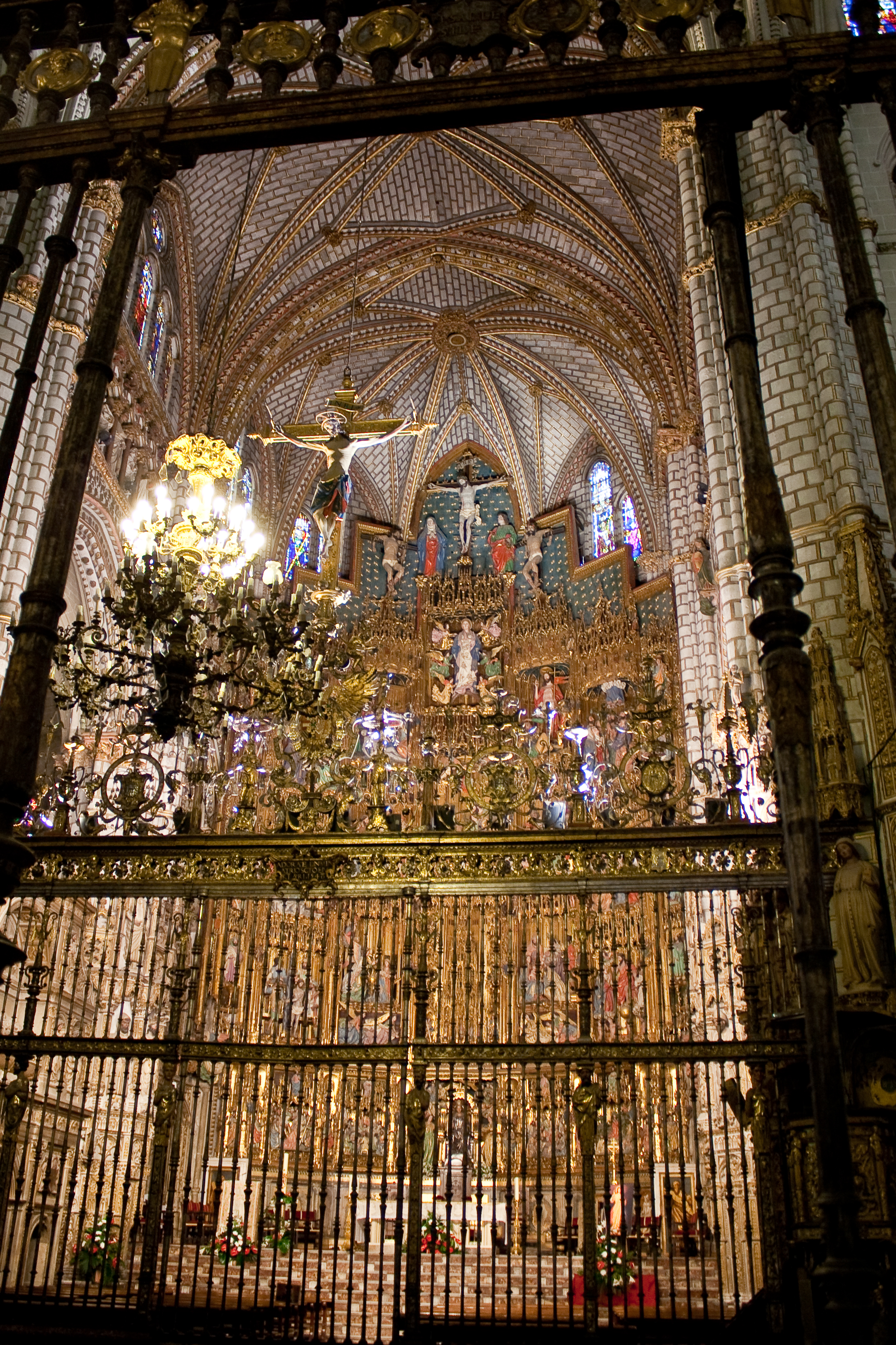
Главная капелла

Своим современным видом Главная капелла (Capilla Mayor) собора, расположенная в его центральной части ближе к алтарю, обязана кардиналу Хименесу де Сиснерос. До XVI века это место состояло из двух частей с отдельными сводами, многогранный свод находился над часовней Старых Королей (capilla de los Reyes Viejos). Из-за этой часовни пресвитерий собора был достаточно узким, что выглядела неестественным для собора таких размеров. Кардинал Сиснерос отстоял перед капитулом собора свой план сноса капеллы Старых Королей и расширения Главной капеллы и пресвитерия. Для перестроенной Главной капеллы Сиснерос заказал готическое ретабло, которое стало одной из жемчужин собора.
Позднеготическое ретабло капеллы выполнено из позолоченного дерева и стало одним из последних примеров этого стиля в Кастилии. На его создание ушло шесть лет, с 1498 по 1504 год. Над созданием ретабло трудился целый ряд мастеров: общее руководство осуществляли Энрике Эгас и Педро де Гумьель. Среди других мастеров, работавших над созданием ретабло — Фелипе Бигарни, Хуан де Боргонья, Копин Голландский, Себастьян де Альмонасид и другие. Ретабло разделено на семь вертикальных частей, широкая центральная расположена над дарохранительницей, 4 части слева и справа содержат скульптуры на евангельские сюжеты, в ещё двух, более узких, по бокам ретабло находятся статуи святых. Дарохранительница, также как и само ретабло, выполнена из позолоченного дерева.
Боковые стены Главной капеллы справа и слева от ретабло богато украшены резьбой. По мнению ряда авторов резные фигуры главной капеллы принадлежат к числу главных достопримечательностей собора. Ещё одним важным с точки зрения искусства объектом в Главной капелле является усыпальница кардинала Педро Мендосы, находящаяся в левой части капеллы и состоящая из саркофага и резных фигур вокруг него. Её автор неизвестен, но усыпальница считается одним из наиболее ранних примеров испанского Ренессанса. Помимо кардинала Мендосы в Главной капелле похоронены короли Альфонсо VII Император, Санчо III и Санчо IV.
Под главным алтарём капеллы расположена небольшая крипта с часовней. Вход в Главную капеллу закрыт ажурной решёткой работы Франсиско де Вильялпандо.

### Хоры

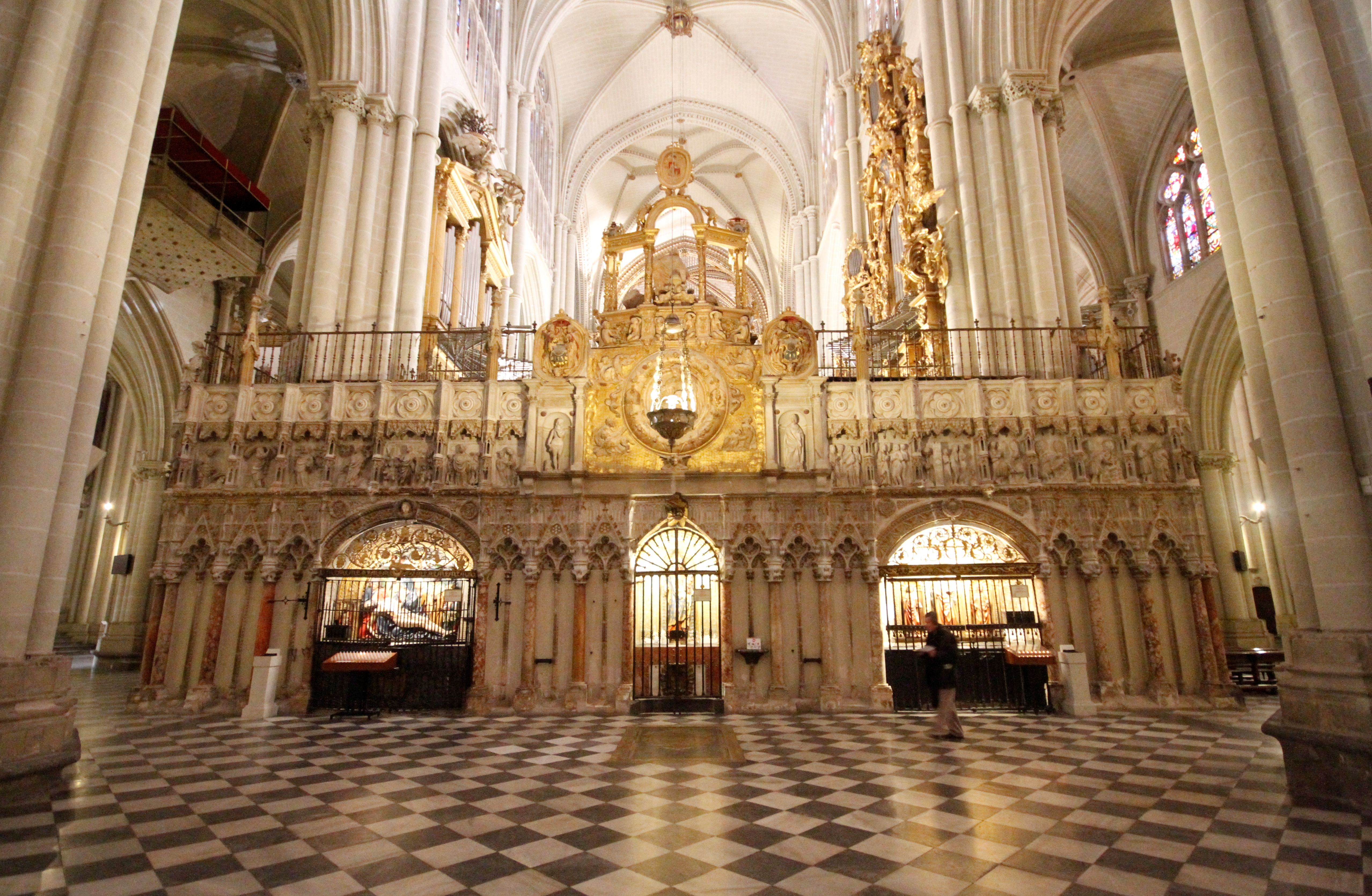
Хоры

Хоры собора расположены в центральной части собора рядом с Главной капеллой. Они состоят из двух ярусов — верхнего и нижнего.
Деревянные сиденья в обоих ярусах украшены резьбой в ренессансном стиле. Сиденья нижнего яруса украшают 54 барельефа работы Родриго Алемана (1495 год), на которых изображены эпизоды взятия Гранады. Верхний ярус, завершенный в 1543 году, украшают изображения библейских сцен работы Алонсо Берругете и резьба Фелипе Бигарни. На алтаре находится скульптура Девы Марии (XIV век) французского происхождения, известная как «Белая Дева» (Virgen Blanca). Также на хорах расположены два старинных органа. Хоры ограждены решёткой в стиле платереско (1548 год).

### Ризница

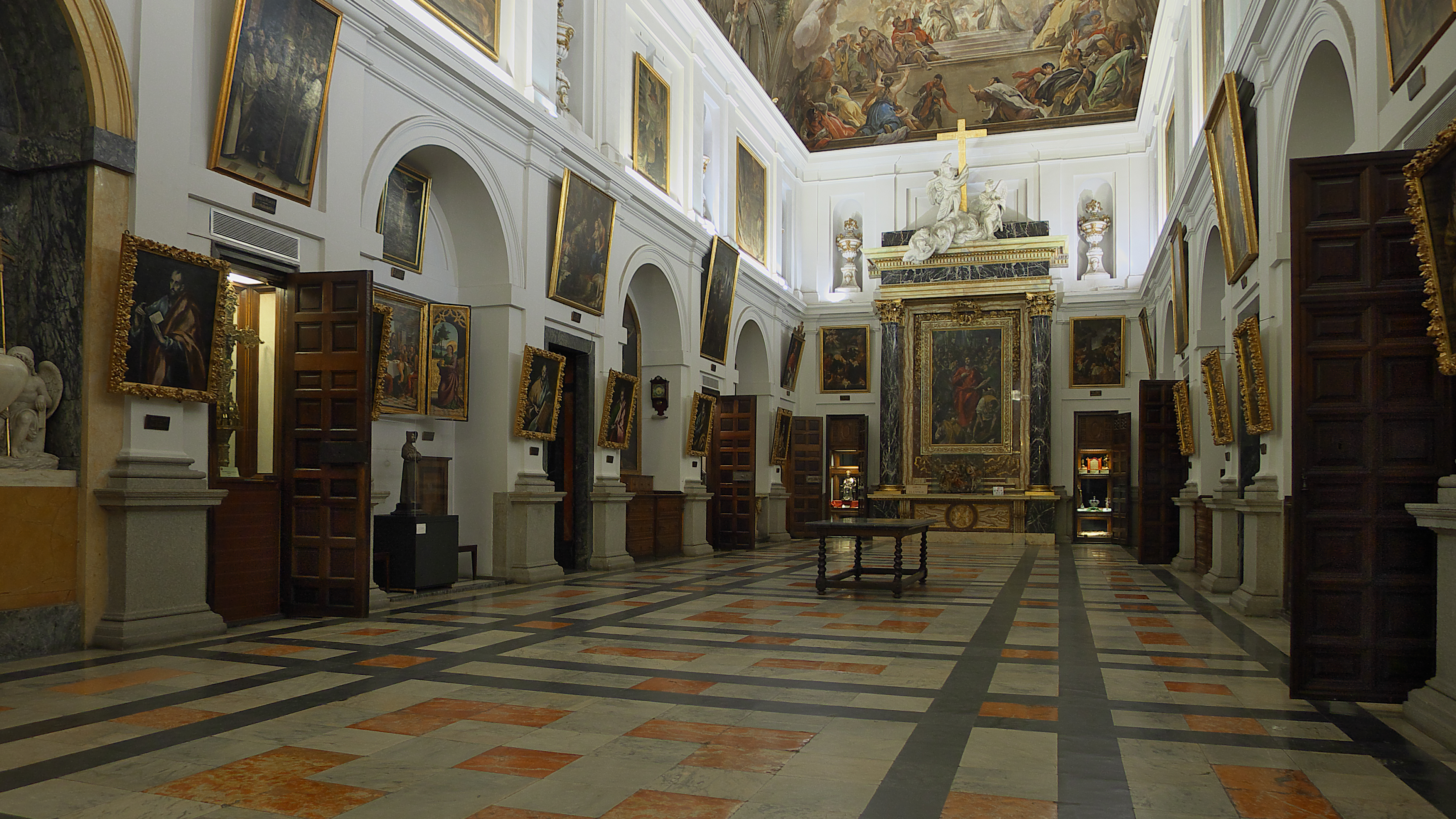
Ризница

Ризница (сакристия) собора расположена слева от пресвитерия. Ризница построена в конце XVI века, состоит из нескольких комнат, которые в настоящее время используются как картинная галерея. В экспозиции представлены картины Эль Греко, Караваджо, Тициана, Ван Дейка, Гойи и других знаменитых художников. Кроме картин в экспозицию включена коллекция средневековых литургический одеяний. Свод центрального зала ризницы украшен фреской Луки Джордано «Взятие Пресвятой Девы Марии в небесную славу».

### Капелла Святого Причастия
Расположена рядом с ризницей слева от входа Пуэрта-дель-Релох. Второе название капеллы — Нуэстра-Сеньора-де-ла-Антигуа (Дева Мария Старинная). Алтарь капеллы венчает деревянная резная статуя Девы Марии, созданная в XII веке. Статуя стоит на позолоченном троне (XVII век). Образ широко почитается в Толедо.

### Капелла Новых Королей

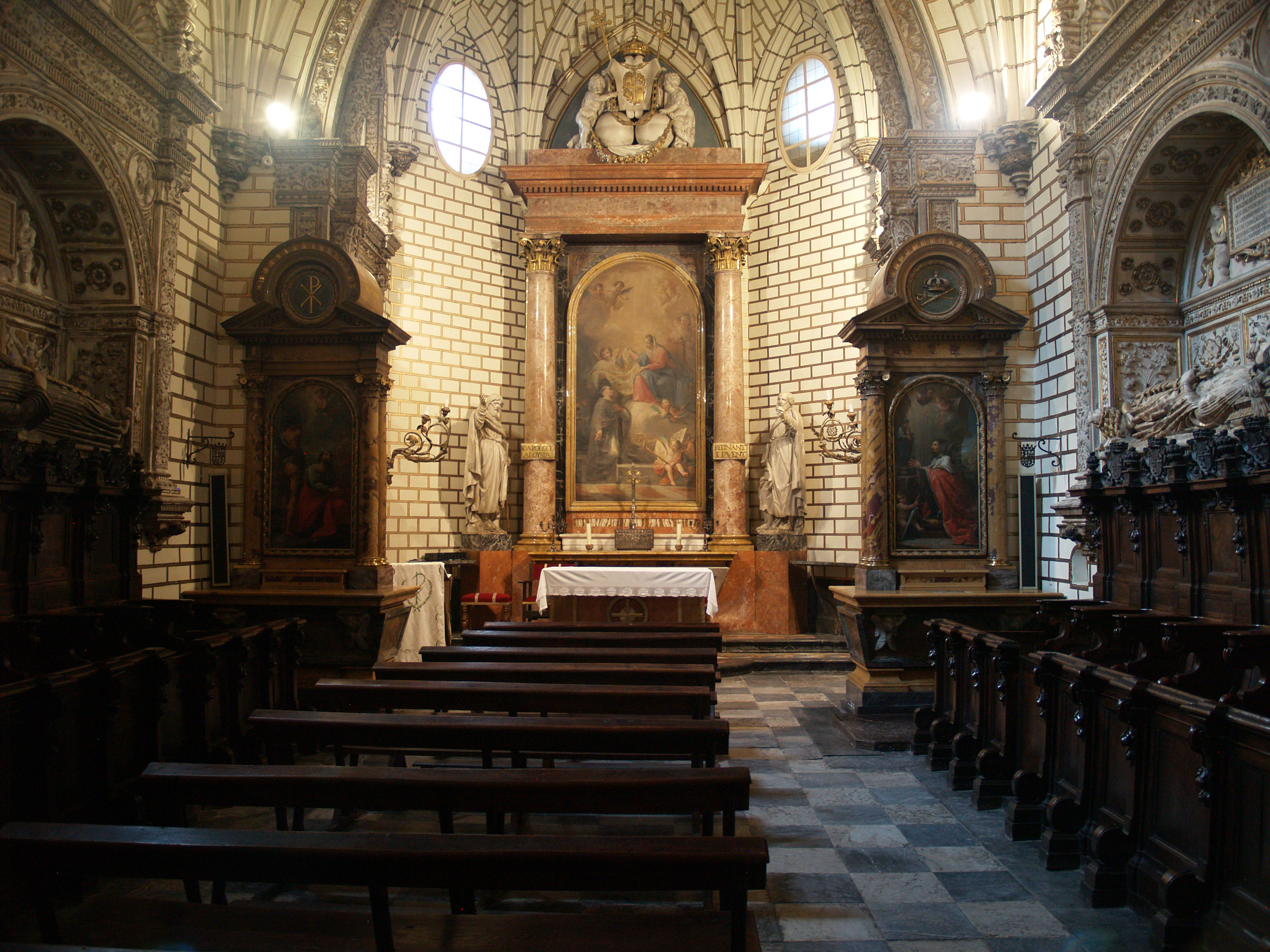
Капелла Новых Королей

Капелла Новых Королей, названная так для отличия от капеллы Старых Королей, которая находилась на месте современной Главной капеллы, была построена между 1531 и 1534 годами как усыпальница королей династии Трастамара. В капелле с правой стороны расположен саркофаг Энрике II и его жены, с левой стороны — Энрике III, а рядом с пресвитерием — саркофаг Хуана I и его жены Элеоноры Арагонской. Главный алтарь капеллы украшен картиной Маэльи. В капелле также находятся два органа, 1654 и 1721 годов постройки.

### Капелла Сантьяго

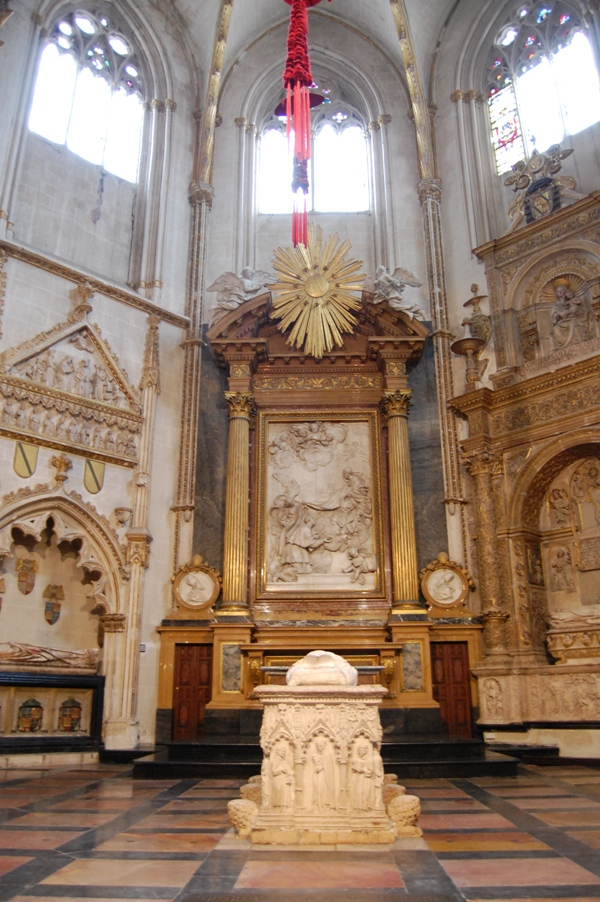
Капелла Сан-Ильдефонсо

Капелла Сантьяго (Святого Иакова) расположена в северо-восточной части заалтарного пространства между капеллами Новых Королей и Сан-Ильдефонсо. Капелла была построена между 1435 и 1440 годами на средства могущественного коннетабля Альваро де Луна, который планировать сделать из этой капеллы фамильную усыпальницу. Капелла выполнена в готическом стиле, перекрыта звездчатым сводом. В центре капеллы находятся богато декорированные резьбой мраморные саркофаги Альваро де Луна и его супруги, по бокам капеллы есть ещё несколько захоронений, в основном родственников Альваро де Луна. Ретабло капеллы выполнено из позолоченного дерева, состоит из живописных образов святых и деревянной статуи Христа в центральной части.

### Капелла Сан-Ильдефонсо
Капелла находится на востоке заалтарного пространства на главной оси собора. Святой Ильдефонс особо почитаем в Толедо и капелла, посвящённая ему, находилась на этом месте с основания собора в XIII веке. Её нынешняя восьмиугольная форма образовалась после ликвидации двух небольших боковых капелл. Перекрыта ребристым готическим сводом. Капелла была построена в конце XIV века по заказу архиепископа и кардинала Хиля Альвареса де Альборноса, как место упокоения для него и членов его семьи. В центральной части капеллы находится резной мраморный саркофаг основателя, по бокам капеллы — ещё несколько захоронений. Мраморное ретабло капеллы создано в XVIII веке и изображает популярный для Толедо сюжет вручения Богородицей Своей ризы Святому Ильдефонсу.

### Зал капитулов

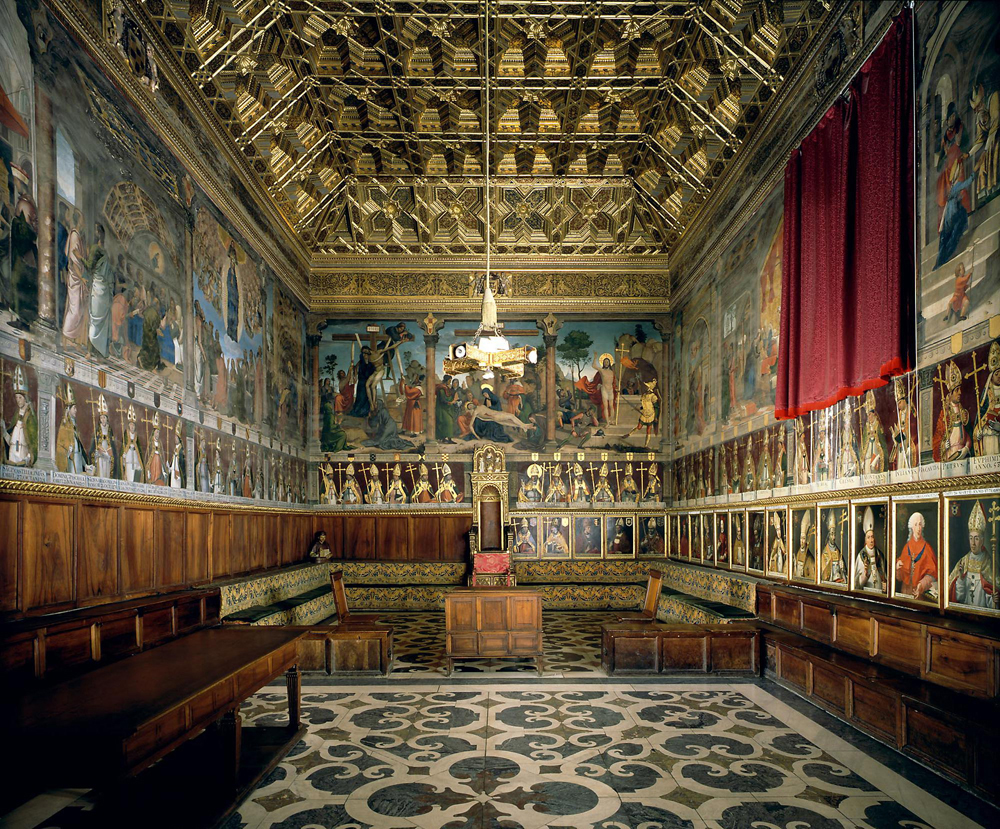
Зал капитулов

Зал капитулов находится в юго-восточной оконечности собора, южнее капеллы Сан-Ильдефонсо. Он был построен по инициативе кардинала Хименеса де Сиснерос вместо старого, на месте которого кардинал организовал мосарабскую капеллу. Состоит из 4 помещений, кроме основного зала включает две боковые комнаты и входную комнату. Входная комната декорирована в стиле сочетающем в себе готику и мудехар. В основной зал ведут роскошно оформленные двери (1510 год).
Интерьер основного зала капитулов выполнен из полихромного и позолоченного дерева. Все стены прямоугольного помещения заполнены картинами, среди которых выделяется серия портретов всех толедских архиепископов.

### Капелла Транспаренте
Капелла находится на задней стороне Главной капеллы на главной оси собора. Капелла считается шедевром испанского барокко. Она была создана в 1729—1732 годах известным испанским мастером барокко Нарсисо Томе. Алтарь капеллы окружён мраморными скульптурами и бронзовыми украшениями. В центре расположена скульптура Девы Марии с Младенцем.

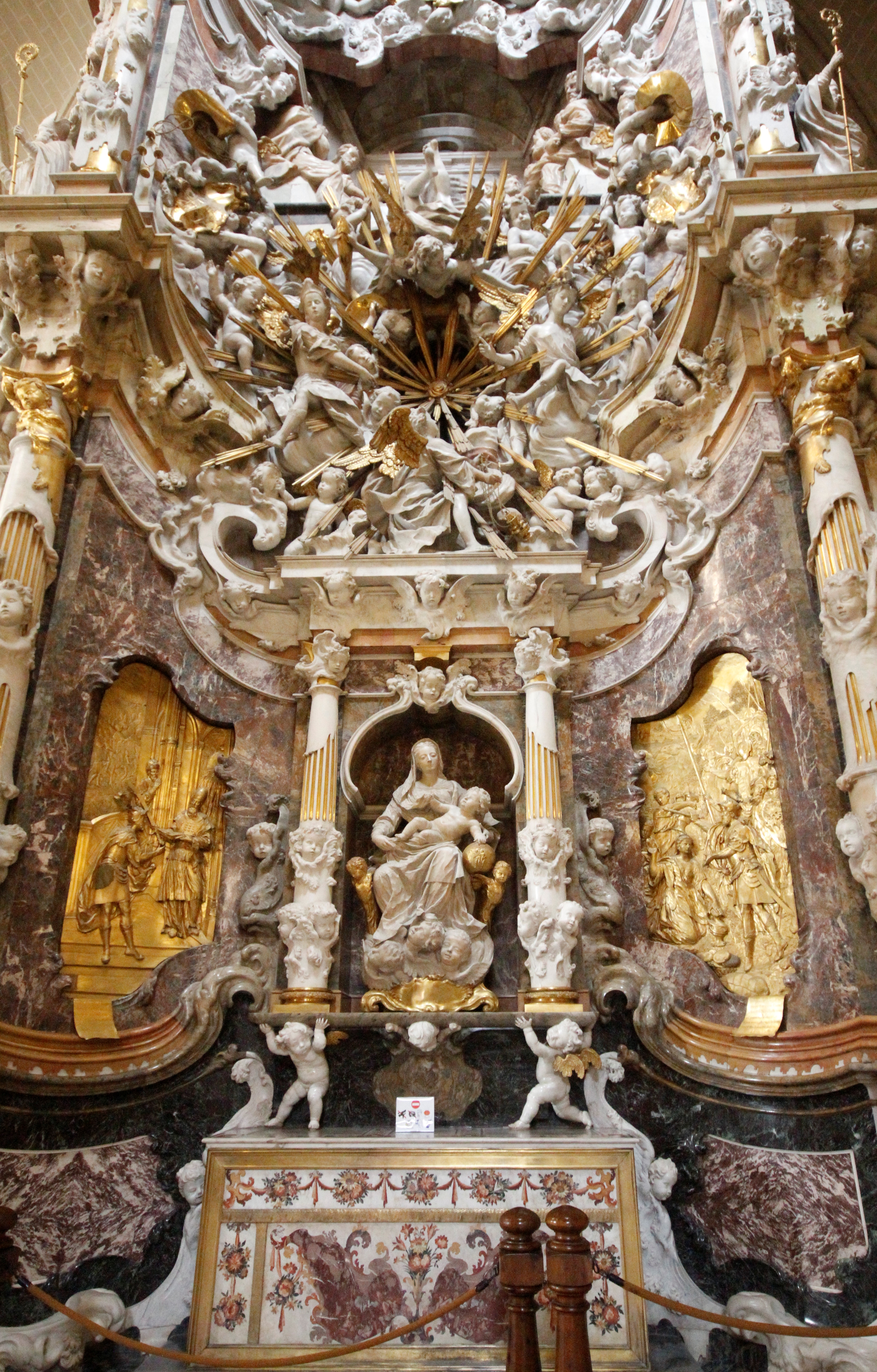
Алтарь Транспаренте

Уникальной особенностью капеллы является способ её освещения, из-за которого она получила своё имя, «Транспаренте» (прозрачная). Напротив капеллы в своде пробито круглое окно, причём место его расположения выбрано таким образом, чтобы луч света от окна падал по центру капеллы на её дарохранительницу. Пространство вокруг самого окна также богато декорировано статуями и фресками на библейские темы.
Сразу после создания капелла вызывала противоречивые отклики, в то время как одни восхищались ей как шедевром, другие резко критиковали автора за неуместность и чужеродность барочной, роскошно декорированной капеллы, в строгом готическом окружении.

### Мосарабская капелла

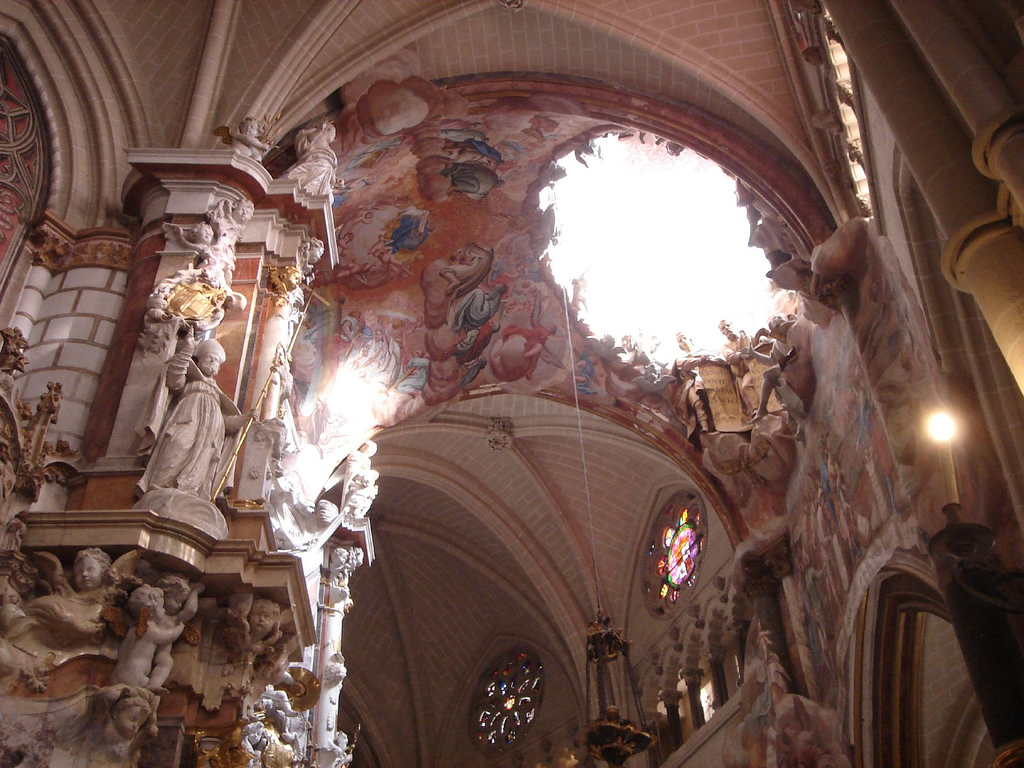
Окно капеллы Транспаренте

Капелла Тела Христова расположена в юго-западном углу собора. Она широко известна как Мосарабская капелла, поскольку она предназначена для совершения богослужений по мосарабскому (вестготскому, испанскому) обряду. Данный обряд был постепенно вытеснен стандартным для Католической церкви римским обрядом в период после Реконкисты. Его возрождение связано с именем кардинала Хименеса де Сиснерос, по поручению которого была проведена ревизия сохранившихся мосарабских литургических книг. Вслед за этим Хименес добился от папы Юлия II разрешения на использование в Толедо мосарабского обряда, мосарабские службы совершаются с того времени по сей день в капелле Тела Христова. Мосарабская часовня Толедского собора — единственное место в мире, где службы этого обряда совершаются ежедневно.
До XVI века на месте капеллы находился старый зал капитулов, от которого при перестройке в мосарабскую капеллу оставили только свод. Вход в часовню преграждает решётка (1524 год), увенчанная гербом кардинала Хименеса де Сиснерос. В плане капелла представляет собой прямоугольный объём, накрытый восьмиугольным куполом, роспись купола относится к XVII веку. На фресках стен капеллы (1509—1514) представлены сцены взятия Орана кардиналом де Сиснеросом. Алтарь капеллы выполнен из бронзы и мрамора, в его центре мозаичное изображение Девы Марии с Младенцем (XVIII век).

### Сокровищница

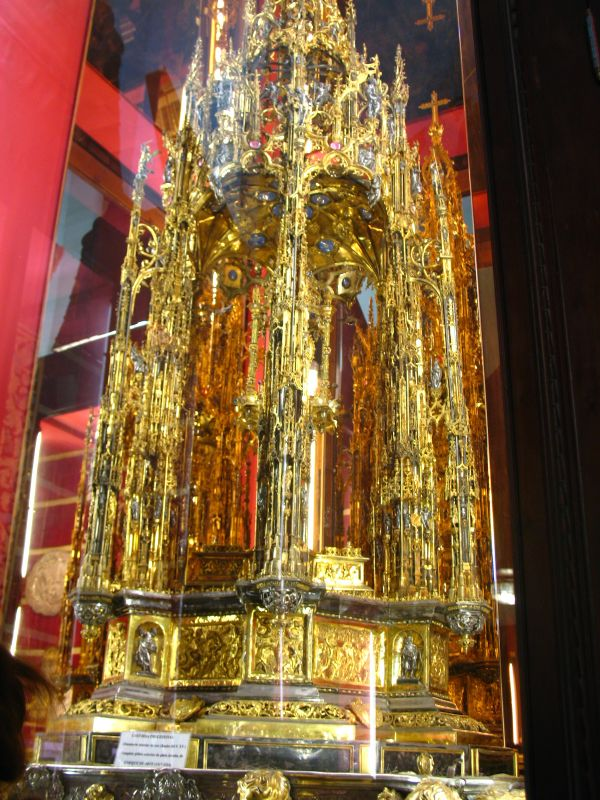
Монстранция (кустодия). XVI в. Сокровищница собора

Расположена в северо-западной части собора зеркально по отношению к мосарабской капелле и точно под главной башней собора. В этом месте кардинал Хуан Пардо де Тавера планировал организовать капеллу — фамильную усыпальницу, однако позднее здесь была организована сокровищница.
В настоящее время здесь открыта выставка старинной литургической утвари и предметов искусства. Безусловно, главным шедевром экспозиции служит огромный архитектонический реликварий — монстранция, или кустодия, созданная в XVI веке ювелиром Энрике де Арфе. Она имеет 2,5 метра в высоту, состоит из 5 600 отдельных деталей, которые скрепляют 12500 винтов, её украшают 250 статуэток из позолоченного серебра и эмали. одна из самых больших сделана из золота, доставленного в Испанию Х. Колумбом из Нового Света. Венчает дароносицу крест с бриллиантами. На изготовление дароносицы пошло 18 кг золота и 183 кг серебра. В Толедо существует традиция торжественной процессии с этой монстранцией по улицам города на праздник Тела и Крови Христовых. Драгоценный предмет везут в этой процессии на специальной платформе.

### Клуатр

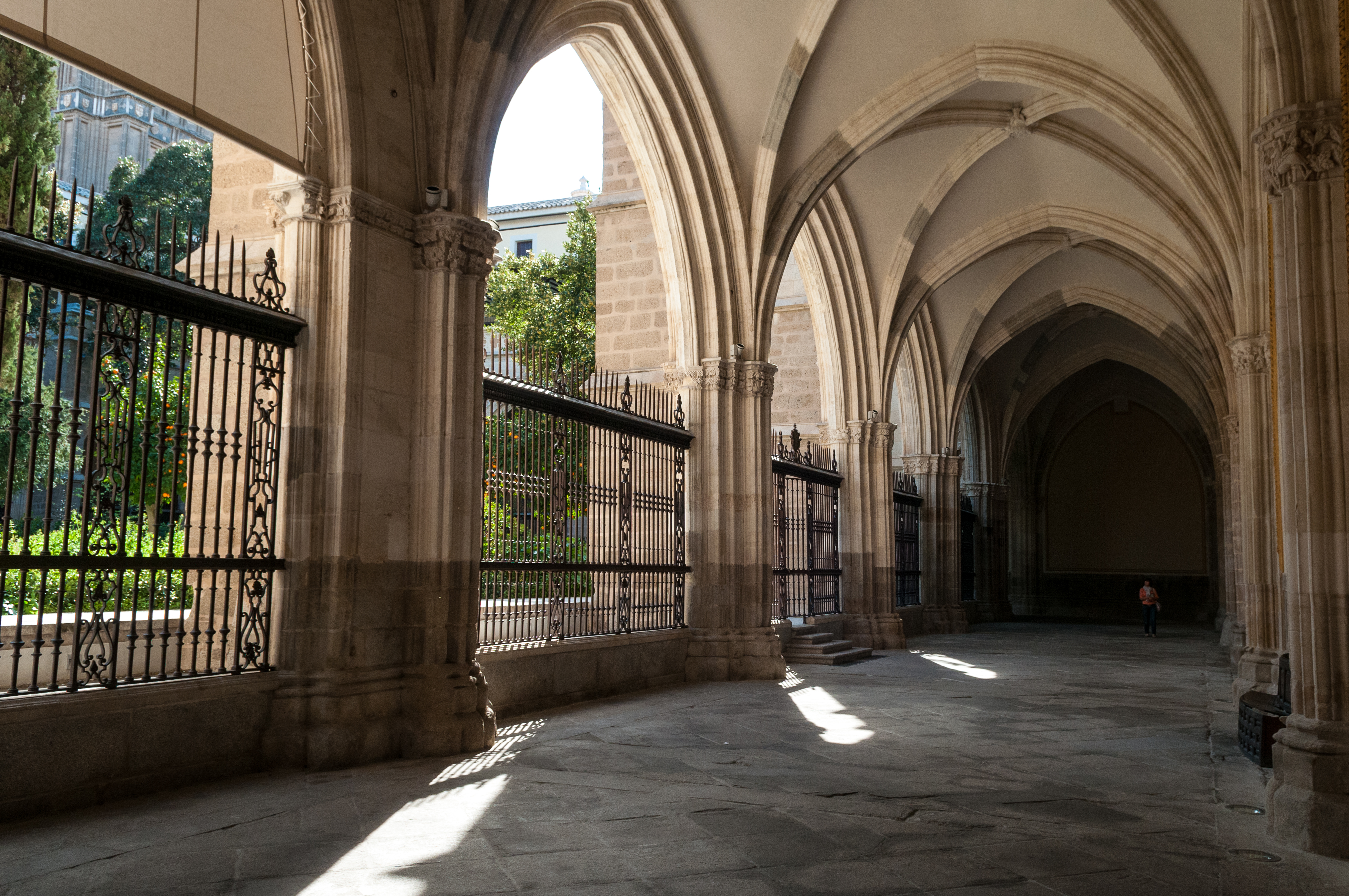
Галерея клуатра

Обширный квадратный в плане клуатр был пристроен к северной стене монастыря при архиепископе Педро Тенорио, работы шли в 1389—1425 годах. Учитывая сложный рельеф района клуатр был построен на 1,5 метра выше, чем пол собора. Вход в него из собора находится рядом с сокровищницей, посетитель попадает из собора в юго-западный угол клуатра. Галереи клуатра перекрыты готическими сводами, их стены украшены фресками, изображающим сцены из жизни святых. Одиннадцать из этих фресок созданы Франсиско Байеу и две — Мариано Маэльей. Клуатр толедского собора необычен тем, что при соборе никогда не существовало монастыря, в то время, как клуатр обычно является элементом монастырской архитектуры. Клуатр собора Толедо использовался в разные века с самыми разными целями: от склада до места молитвенных собраний.

### Капелла Сан-Блас

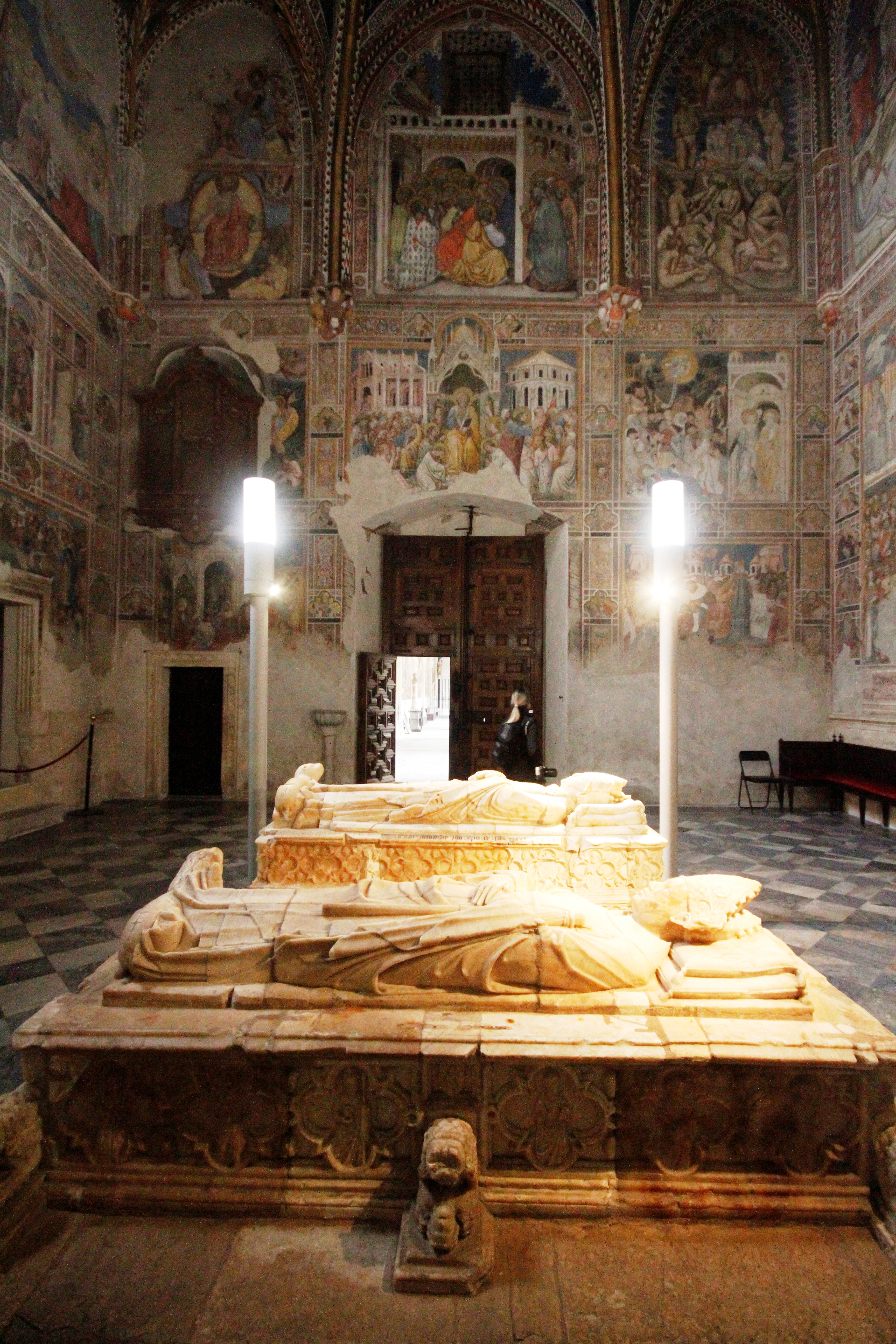
Капелла Сан-Блас

Капелла Сан-Блас (Святого Власия) расположена в северо-восточном углу клуатра, то есть противоположном от входа. Часовня была построена одновременно с самим клуатром при архиепископе Педро Тенорио как его будущая усыпальница. Вход в капеллу из клуатра осуществляется через готические ворота, с колоннами и архивольтами, украшенными растительным орнаментом. В центре часовни расположены два мраморных саркофага — архиепископа Педро Тенорио, и его племянника, епископа Бальбоа.
Главную художественную ценность капеллы представляют фрески, украшающие стены этой капеллы. Цикл фресок над карнизом иллюстрирует Символ веры, ниже карниза расположены фрески с изображением святых и панно «Страшный суд». Авторство фресок точно не установлено и является предметом споров. В начале XXI века с капелле прошла глобальная реставрация фресок, вернувшая им яркость и красочность, за исключением тех фрагментов, которые были повреждены настолько, что не подлежали восстановлению.